# Sandor Katz
Sandor Ellix Katz (20 de mayo de 1962) es un escritor alimentario estadounidense y activista alimentario DIY, fermentista.

## Trabajo
Se autodescribe como "fetichista de la fermentación", Katz ha llevado a cabo centenares de talleres alimentarios alrededor de los Estados Unidos, y su libro Fermentación Salvaje (2003) se ha denominado un clásico, "la biblia para las personas que embarcan en proyectos DIY como la masa madre o sauerkraut" (también denominado sucrut o chucrut), y "especialmente notorio por conseguir que la gente se entusiasmara por la comida fermentada". Ha sido nombrado por la revista Chow como uno de los mayores "provocadores, tendencioneros y  agitadores" en 2009.

## Vida personal
Nacido en una familia judía con orígenes en Bielorrusia, Katz creció en la Ciudad de Nueva York. Es abiertamente gay, un superviviente de sida, y empezó su experimentación de fermentación mientras vivía en la comunidad rural y desenred (off-the-grid)  Radical Faerie, en Tennessee.

## Cultura popular
Katz es el tema de la canción de  2009 de punk rock "Human(e) Meat (The Flesing of Sandor Katz)",  una respuesta vegana satírica al capítulo de 2006 en "Ética Vegetaria y Carne Humana" en La Revolución No Será Microndeada.